# Resolutie 2235 Veiligheidsraad Verenigde Naties
Resolutie 2235 van de Veiligheidsraad van de Verenigde Naties werd unaniem door de VN-Veiligheidsraad aangenomen op 7 augustus 2015. De resolutie richtte een gezamenlijke onderzoeksmissie met de OPCW op om uit te zoeken welke partijen in Syrië chemische wapens hadden gebruikt.
Volgend op de goedkeuring van de resolutie waren de leden vol lof over de unanimiteit van de Veiligheidsraad. Ook Rusland stelde dat de bevinding van de OPCW niet te negeren was. De Syrische vertegenwoordiger ontkende dat zijn overheid of leger ooit chemische wapens hadden gebruikt.

## Achtergrond
In 2011 braken in navolging van andere Arabische landen ook in Syrië protesten uit tegen het regime. Dat regime van president Bashar al-Assad probeerde de protesten met harde hand neer te slaan, waarbij duizenden doden vielen. Eind 2011 stelde de Arabische Liga een vredesplan voor en stuurde waarnemers, maar dat plan mislukte. Van VN-kant werden verscheidene resoluties van de Veiligheidsraad geblokkeerd door Rusland en China. In februari 2012 werd voormalig VN-secretaris-generaal Kofi Annan aangesteld als bemiddelaar. Zijn plan hield een staakt-het-vuren in dat op 10 april 2012 moest ingaan, en waarop VN-waarnemers zouden toezien. Twee weken later werd hiertoe de UNSMIS-missie met 300 ongewapende militaire waarnemers opgericht. Op 21 augustus 2013 werden in een buitenwijk van Damascus chemische wapens gebruikt tegen de bevolking. Dat veroorzaakte wereldwijd verontwaardiging en onder meer de VS dreigden met een militair ingrijpen. Later werd met het Syrische regime overeengekomen dat de internationale gemeenschap Syriës chemische wapens mocht komen ophalen en vernietigen.

## Inhoud
In februari 2015 was een onderzoeksteam van de Organisatie voor het Verbod op Chemische Wapens (OPCW) tot het besluit gekomen dat vrijwel zeker chemische wapens waren gebruikt in Syrië. Deze missie was echter niet gemachtigd om daarvoor een verantwoordelijke aan te wijzen.
De secretaris-generaal kreeg de opdracht een gezamenlijk onderzoeksmechanisme met de OPCW voor te bereiden, die moest bepalen welke personen, groeperingen of overheden verantwoordelijk waren geweest voor het gebruik van chemische wapens.

## Verwante resoluties
- Resolutie 2191 Veiligheidsraad Verenigde Naties (2014)
- Resolutie 2209 Veiligheidsraad Verenigde Naties
- Resolutie 2254 Veiligheidsraad Verenigde Naties

Lijst ·  2196 ·  2197 ·  2198 ·  2199 ·  2200 ·  2201 ·  2202 ·  2203 ·  2204 ·  2205 ·  2206 ·  2207 ·  2208 ·  2209 ·  2210 ·  2211 ·  2212 ·  2213 ·  2214 ·  2215 ·  2216 ·  2217 ·  2218 ·  2219 ·  2220 ·  2221 ·  2222 ·  2223 ·  2224 ·  2225 ·  2226 ·  2227 ·  2228 ·  2229 ·  2230 ·  2231 ·  2232 ·  2233 ·  2234 ·  2235 ·  2236 ·  2237 ·  2238 ·  2239 ·  2240 ·  2241 ·  2242 ·  2243 ·  2244 ·  2245 ·  2246 ·  2247 ·  2248 ·  2249 ·  2250 ·  2251 ·  2252 ·  2253 ·  2254 ·  2255 ·  2256 ·  2257 ·  2258 ·  2259